# Lipotriches tulearensis
Lipotriches tulearensis är en biart som först beskrevs av Raymond Benoist 1962.  Lipotriches tulearensis ingår i släktet Lipotriches och familjen vägbin. Inga underarter finns listade i Catalogue of Life.